# Шоломиничі
Шоломи́ничі — село в Україні, в Львівському районі, Львівської області. Населення, станом на 2001 рік, становило 538 осіб. Орган місцевого самоврядування — Городоцька міська громада.

## Назва
За однією з версій назва села Шоломиничі походить від давньоукраїнського слова «шелом» або «шеломин», що означає «горб, гора». Підтвердженням цієї версії є те, що село знаходиться в горбистій місцевості.

## Історія
Сліди заселення території села відносяться до І тисячоліття до н. е.
У VIII–VI до н. е. на території краю проживало кілька груп землеробсько-скотарського населення. Про це свідчать могильники, розкопані в колишньому Городоцькому районі. Також, поблизу села при видобутку торфу, знайшли на кількаметровій глибині човен-довбанку, на якому колись рибалили на ставках, які і до сьогодні є у селі.
У середині V ст. на території села і навколишніх сіл проживали племена білих хорватів.
Перша письмова згадка про село відноситься до XV ст. і датується 1426 роком.
В XV–XVIII ст. село Шоломиничі входило до складу Перемишльської землі Руського воєводства Речі Посполитої і знаходилось у власності різних феодалів, здебільшого поляків. Життя селян було важким, відомо, що вони за користування землею платили грошовий і натуральний податок. Крім того, сплачували податок державі.
Зі середини XVI ст. село належало до Городоцького староства. Селяни змушені були часто приймати на нічліг кінні королівські сотні і годувати їх. Страшним лихоліттям цих часів були татарські набіги на наші землі. Перший з них стався у 1450 році. Великий набіг стався також 1672 року. Біля села Градівка дотепер зберігся пам'ятний знак боїв з татарами у вигляді круглої цегляної колони, увінчаної залізним хрестом.

### Австрійська імперія→Австро-Угорщина
В часи владарювання Австрії село належало до Самбірського округу, Рудківського повіту, Королівства Галичини та Володимирії.
Станом на 1849 рік село належало графу Генріху Фредро, управителем села був Куснеш Макар.
Наприкінці ХІХ ст. Шоломиничі знаходилось у власності Марії Яблуновської графині Фредро, а останнім власником села був Северин барон Бруніцький, що виїхав до Польщі в 1939 році після приходу радянських військ.
За переписом населення 1880–1881 рр. було 770 душ, замешкалих в 141 домі, 744 греко-католики, 26 жидів. В Шематизмі Перемишльської греко-католицької єпархії з 1856 року подано і дочірню церкву в селі Годвишня з числом населення 358 греко-католиків. В селі діяла читальня «Просвіти», товариства «Рідна Школа», «Сільський господар» і кооператива з власним домом.
За переписом 1900–1901 рр. в Шоломиничах нараховувалося 884 особи, з них 869 говорили українською мовою, а 15 осіб польською мовою.
Школа, за Австро-Угорщини, була зорганізована, як приватна і була українською. Офіційне утворення школи відноситься до часу, коли окружна рада шкільна в Рудках звернулася до Крайової ради шкільної, у Львові 12 січня 1909 року, про необхідність заснування однокласної школи в селі Шоломиничі. Зазначалося також, що місця для будівництва школи немає. У відповідь на це 22 січня 1909 року Крайова рада шкільна у Львові на основі уставу шкільного від 24 квітня 1894 року видала постанову про утворення однокласної школи в селі Шоломиничі. Виконання постанови покладалося на сільську раду Шоломинич (виділення землі і будівництво приміщення) до 1 вересня 1911 року.
З початком Першої світової війни склалася певна напруженість між польським і українським населенням краю. Зі вступом сюди мадярських поліційних військ польський провокатор вказав на селян, що прибули до міста Рудки за товарами першої необхідності, і звинуватив їх у москвофільстві. Селян затримали і 13-х розстріляли. За півтора місяця прийшли до краю війська Російської імператорської армії, які переслідували українців за прихильність до Австро-Угорщини. Товариства «Просвіта» і «Рідна школа» нещадно знищувались. Після Горлицького прориву в травні 1915 року німецько-австрійських військ на Східному фронті російські війська залишили Рудківщину. Під час цієї війни в рядах австро-угорської армії як громадяни Австро-Угорщини воювали і мешканці нашого села. Відомо, зокрема про Ходецького Івана Петровича (1895 р.н.).

### ЗУНР
З постанням Української Держави, в результаті подій 1 листопада 1918 р. утворювалася нова українська влада. 13 листопада у Львові було проголошено ЗУНР, а 17 листопада в Рудках в присутності прибулого народу з навколишніх сіл у маєві національних прапорів відбулася урочиста присяга на вірність Українській Державі, яку проводив о. Ю. Кміть. Проте поляки, які вважали, що Польща має відродитися в кордонах 1772 року розпочали загарбницьку війну проти ЗУНР. Через деякий час поляки захопили залізницю, яка з'єднувала Перемишль зі Львовом і до 22 листопада оволоділи Львовом. Фронт наблизився до Рудок. Як згадував Осип Станімір, командувач групи «Городок» Української галицької армії у ніч на 19 березня 1919 року, його група згідно з наказом залишила Черляни і закріпилась на рубежі Поріччя–Грунтове–Мальованка–Угерці–Шоломиничі. На цих рубежах галицький фронт тримався до середини травня 1919 р. Сьогодні про ті бої свідчать залишки траншей поблизу Шоломинич, а також могили двох стрільців УГА бойової групи «Городок».

### Польська республіка
У 1920-х рр. край остаточно підпав під владу Польщі. В той час українці зіткнулися з беззаконням і свавіллям польських властей. Серед українського населення краю, в тому числі і у Шоломиничах почалися протести проти приєднання до Польщі. 5 квітня 1923 року староста в Рудках суворо попереджав греко-католицьких священників під час богослужінь не забороняти протестувати проти приєднання до Польщі, бо це буде розцінюватися як збройна зрада.
Свавілля стосувалось і шкіл. Так, народну школу в Шоломиничах на основі проведеного плебісциту в 1925 році безпідставно визнано повітовим інспектором в Рудках, як утраквістичну (тобто польсько-українську), на якій основі не відомо, оскільки польських дітей у шкільному віці в громаді не було, а було тільки 15 жидівських дітей. Відомо, що тоді в селі була трьохкласна школа, а вчителем з педагогічною освітою був Слупський. В 1931 році за великим старанням вчителя Сайка було збудовано нову школу. Варто зазначити, що в будівництві школи великі перешкоди творило Рудківське староство і місцевий поміщик барон Бруніцький, що намагалися звести школу з польською мовою навчання. У 1932 році громада села звернулася до шкільного інспекторату в Рудках з домаганням української мови навчання в прилюдній школі Шоломинич. В результаті чого школа 1933 року стала школою з українською мовою навчання.
Економічний стан в селі був вкрай важкий. За земельною реформою 1920 року відновлювалось поміщицьке землеволодіння, проте великим землевласникам можна було мати до 400 га землі, решту — за відповідну плату держава розпродувала поміж колоністами і корінним населенням. Такі парцелянти були і у Шоломиничах. В селі у пореформенний період земля в тих, що займалися рільництвом, дробилася і вижити з пару гектарного господарства було важко. Переважна більшість селянських господарств нашого краю володіли трьома моргами землі (1 морг = 0,58 га). Більшість хат таких господарств була під стріхою, обробіток землі вівся примітивними знаряддями праці. Значна кількість господарств були однокінними або безкінними. Селянські хати були покриті соломою. До 1939 року збереглось кілька курних хат. Велика кількість молоді ішла в найми до місцевих багатіїв, а частина виїжджала за кордон. Так, в 1923 році виїхали до Франції: Федір Хамець, Іван Гурин, Василь Кізима, Андрій Галайко і Іван Августин.
Згідно з Шематизмом Перемишльської єпархії 1928-го року в с. Шоломиничі проживало 1127 греко-католиків і 30 жидів. Парафіяльним священником був о. Прокіп Тиса.

В 1921 році було засновано в селі пожежно-гімнастичне товариство «Луг», що посідало вагоме місце у національному і фізичному розвитку громади. Воно також приносило і практичну сторону діяльності — пожежогасіння.

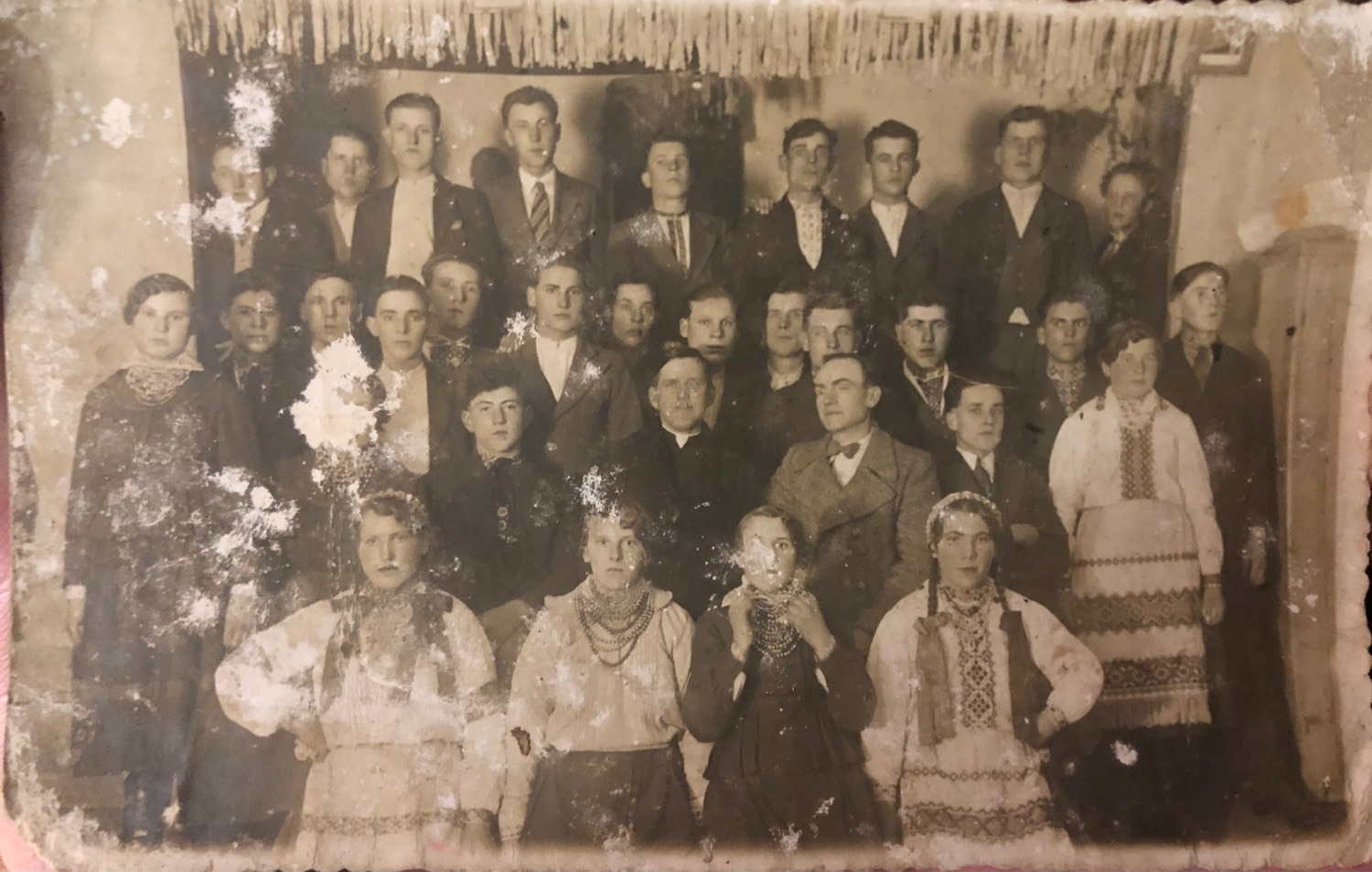
Шевченківське свято в «Просвіті» села Шоломиничі. Нижній ряд друга зліва ― Щепітка Марина Степанівна (1921 р.н.), зв'язкова УПА. Приблизно 1935 р.

Цікавим фактом є політична орієнтація села. Так, станом на 1927 рік в Шоломинівську гміну (сільську раду) входили представники таких політичних партій: УНДО — 2 осіб, СельРоб — 21 особа, КПЗУ — 1 особа.
В часи «пацифікації» 1930 р. село входило в район карательних загонів кавалерійського ескадрону, який вступив на територію Рудківського повіту 9 жовтня 1930 року. Свідомих українців за прояв невдоволення політикою польського уряду стосовно «українського питання» жорстоко карали, аж до катувань і вбивств. Про антипольські настрої в селі Шоломиничі Рудківське староство повідомляло відділ безпеки Львівського воєводства від 21 січня 1928 року. Було арештовано мешканця села Голіяна Григорія, як людину комуністичних переконань. В 1936 році вибухнув страйк у північних районах Рудківського повіту. Страйкували робітники денні. Страйк поширився і на село Шоломиничі. Про це Рудківське староство повідомляло відділ безпеки.
Вагоме місце в національно-культурному житті села посідає о. Прокіп Тиса із села Ременів біля Львова, що брав активну участь в боротьбі за український університет у Львові, перебув польську тюрму в Перемишлі і Модліні (1919). Як парох Шоломинич гуртує навколо себе неграмотних селян і будує новий просвітянський дім. Загинув 28 червня 1941 року від рук більшовиків на 58 році життя. Завдяки культурно-просвітницькій роботі місцевих греко-католицьких священників о. Прокопа Тиса і о. Петра Гуля, село залишалося національно свідомим.
На 1938 рік населення становило 1042 особи.
Варто зазначити про активну діяльність товариств «Просвіта» і «Луг», що активно діяли в селі, і які були осередком українства та гуртували сільську молодь навколо української національної ідеї. Відомо, що в селі організовувалися різноманітні українські свята, ставилися вистави, проводилися вечорниці, читання творів видатних українських письменників, організовувалися також і спортивні змагання.

### УРСР
З початком Другої світової війни 1 вересня 1939 року на територію Польщі ввійшла німецька армія. Того вранішнього дня небо гуділо літаками, які прямували на Львів. Керівництво Рудківського повіту 2 вересня спішно виїжджало в румунському і угорському напрямках. Польська армія відступала на схід. 10 вересня німецькі частини рухалися через Рудки на Львів і Комарно. Цікавою є історія Гриньківа Івана Васильовича мешканця Шоломинич, що в ті дні служив в польському війську на польсько-німецькому кордоні й повернувся до рідного дому у військовому обмундируванні цілим і здоровим. В Рудках був німецький контрольний пункт на якому був німець і наші люди, які пропустили його. Німці не боронили вертатися в такому спорядженні додому.
17 вересня перейшовши річку Збруч, на територію Галичини ввійшла Червона армія. Почалася радянізація краю.
За переписом населення з 1941 року в селі проживали 1177 греко-католиків та 23 жиди.
У 1940 році розпочинається будівництво Шоломиницького колгоспу. Активістами колгоспу були Іванчук І. В. і Гук Давид, який був першим головою колгоспу. Головою сільської ради став Семенович Григорій, а секретарем Іванчук І. Ф. (вбиті в 1941 році).
На весні 1941 року влада почала арештовувати неблагонадійних очільників українських організацій, товариств та партій. Частина українських активістів, переважно молодь, пішла в підпілля. Частина ув'язнених була знищена енкаведистами у самбірській тюрмі, а частина у кількості 20 чоловік замучена комуністом Золотарьовим та його спільниками в урочищі Бугайчик. Катуванням не було меж: зв'язували колючим дротом, відрізали вуха, язики.. На грудях о. Петра Гуля з Шоломинич було вирізано ножем п'ятикутну зірку.
22 червня 1941 року, в неділю, розпочалася радянсько-німецька війна. Радянський партійно-державний апарат спішно залишив Рудківський район. 29 червня, в суботу німецькі війська вступили в Рудки. В нашому краю встановилася нова військова і цивільна влада. Того ж дня похідна група ОУН на чолі з Ярославом Стецьком увійшла у Львів і на другий день по радіо проголосила утворення Незалежної України. Цього дня Івану Могоцькому було доручено поїхати в Рудки та навколишні села, щоб організувати населення до проголошення незалежності Української держави і створення Українського війська. Молоді хлопці з довколишніх сіл, в тому числі із Шоломинич, підходили в місто зі зброєю залишеною червоноармійцями одягали синьо-жовті повя'зки із написом «Українське військо». Та німці і не думали про проголошення незалежності України. В краю встановлювався жорстокий німецький окупаційний режим. Почалось переслідування єврейського населення і арешти українських незалежників.
Життя села в час окупації було складним. Селяни мали сплачувати земельний податок (натуральний з контингенту землі) від кожного господарства. Німці агітували селян до поїздки на роботу до Німеччини. У вересні 1941 року перші добровольці виїжджали до Німеччини, але бажаючих було мало, тоді окупаційна влада вдалася до насильства — примусового вивезення. З Шоломинич протягом 1941–1944 років на примусові роботи до Німеччини вивезли таких мешканців села: Гриньків Ксенію Федорівну, Гриньківа Михайла Федоровича, Гриба Василя Григоровича, Гриба Михайла Григоровича, Гарвит Михайла Івановича, Гарвит Володимира Івановича, Гарвит Миколу Андрійовича (пропав безвісти), Винницького Григорія Івановича, Винницьку Єву Іванівну, Винницьку Тетяну Семенівну, Ходецьку Ганну Іванівну, Голубник Катерину Семенівну, Голубника Степана Семеновича, Хамець Катерину Федорівну, Хамець Михайла Федоровича, Гриньків Ганну Яківну, Гриба Григорія Антоновича (пропав безвісти), Гурин Ганну Данилівну, Нацин Катерину Павлівну, Гурин Катерину Іванівну, Гриньків Марію Михайлівну, Уцінек Ганну Йосипівну, Лярнатович Марію. Після війни майже всі повернулись додому.
В кінці серпня на початку вересня 1944 року територія нашого краю була знову окупована Червоною армією, повсюдно відновлювалась радянська влада. Село підпорядковувалося сільській раді села Градівка, відносилося до Рудківського району Дрогобицької області. Одразу після окупації була проведена мобілізація молодих юнаків в лави Червоної армії, після трьох тижнів ухиляння від призову молодь Шоломинич все ж таки змушена була призватися. Вони брали участь у визволенні від німців Болгарії і Австрії. Багато не повернулося з цієї війни, багатьох, після закінчення війни і перемоги над гітлерівською Німеччиною, засудили за українські національні погляди та активну діяльність в місцевій боївці ОУН (б) та вивезено в сталінські ГУЛАГи на Колиму. Серед засуджених можемо назвати: Щепітку Миколу Степановича, Щепітку Марину Степанівну, Щепітку Михайла Пилиповича (загинув), Яценківа Михайла Степановича, Яценківа Миколу Степановича, Іванчука Григорія Яковича, Петричку Михайла Івановича (загинув), Крисько Івана Васильовича, Августина Івана Михайловича, Баранець Михайла Яковича (загинув), Кравця Івана Михайловича (загинув), Гриба Григорія Яковича. Після реабілітації цим мешканцям села заборонили повертатися додому.
Станом на 1960 рік в селі працював колгосп ім. Куйбишева (відновив свою діяльність в 1949 році), який об'єднали з колгоспом ім. Щорса села Дубаневичі і Градівка. За добросовісну роботу в колгоспі було нагороджено Гідей Л. М., Кравець Р. Г., Тимців М., Баран М та інших. В селі діяла вже восьмирічна школа в будинку № 1 і № 2, працював медпункт з родильним домом, бібліотека. Село було повністю електрифіковано протягом 1956–1957 рр.

## ДіяльністьОУН-УПАна території села

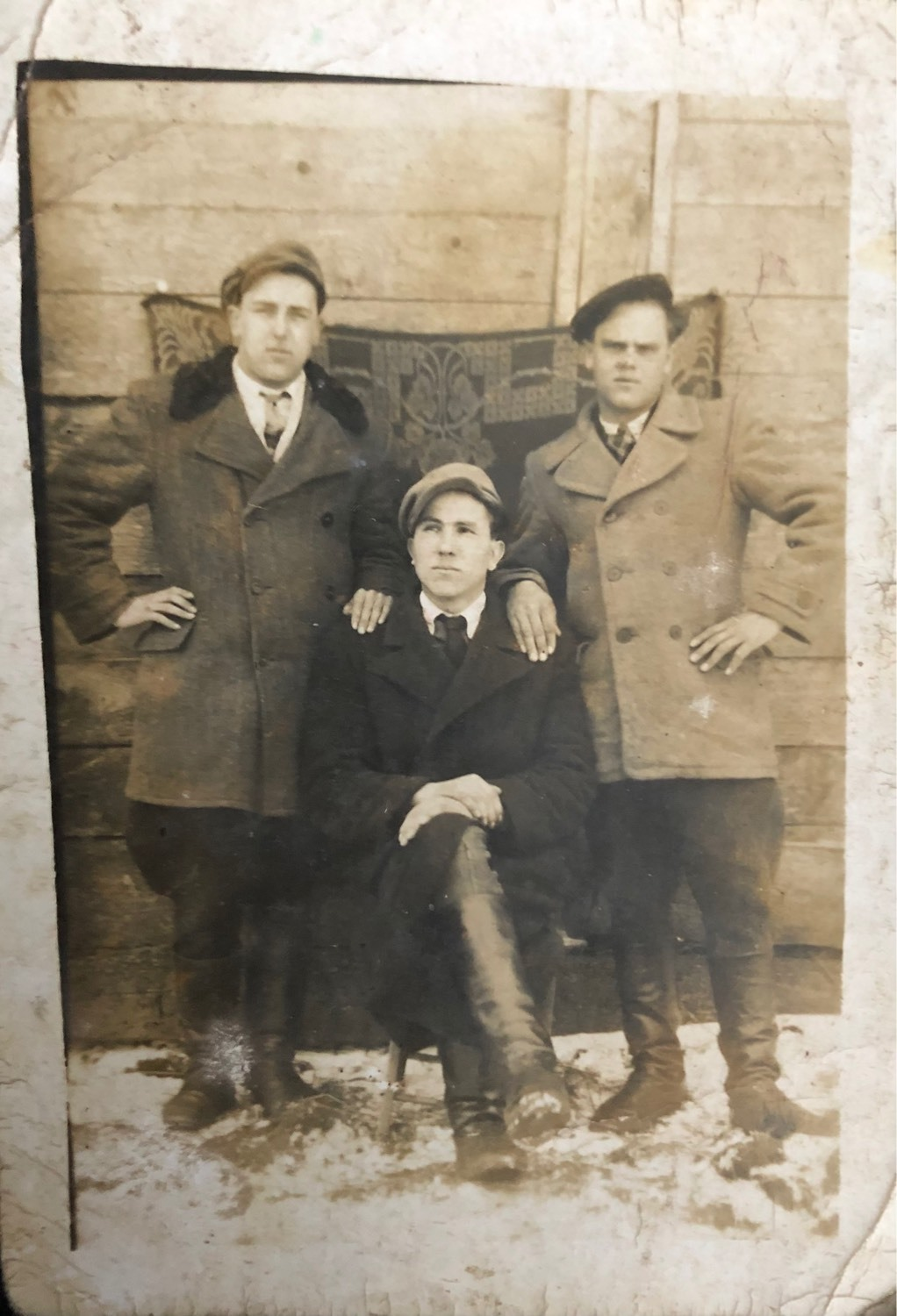
Бійці Шоломиничівської боївки ОУН(р). Зліва направо: Щепітка Микола Степанович (1925–2016), Глух Григорій Трофимович (1925–1944), Гурин Степан Григорович (1916–1944). Зима, 1943 р., Шоломиничі.

В час німецької окупації на захист мирного українського населення Шоломинич створюється з молодих юнаків боївка ОУН (б). Очолював боївку Глух Григорій Трофимович (1925 р.н.), який пройшов старшинський курс ОУН. Його заступником був Гурин Степан Григорович (1918 р.н.). До складу боївки входили: Августин Іван Михайлович (1924 р.н.), Баранець Михайло Якович (1923 р.н.), Гриб Григорій Якович (1922 р.н.), Гриньків Іван Якович (1923 р.н.), Іванчук Григорій Якович (1923 р.н.), Кравець Іван Михайлович (1925 р.н.), Крисько Іван Васильович (1925 р.н.), Петричко Іван Михайлович (1923 р.н.), Таравський Степан Пилипович (1925 р.н.), Уциник Іван Павлович (1924 р.н.), Щепітка Микола Степанович (1925 р.н.), Щепітка Михайло Пилипович (1916 р.н.), Яценко Микола Степанович (1923 р.н.).
Глух Григорій Трофимович та Гурин Степан Григорович загинули під час облави військ НКВС села Шоломиничі в вересні 1944 року. Поховані на сільському кладовищі.
Також на теренах села Шоломиничі, Хишевичі, Купновичі, Михайлевичі діяла боївка, якою командував Теслюк Василь Іванович — «Макогон» та боївка Служби безпеки ОУН(р), в складі 9 чоловік, під командуванням «Тараса».
Станом на 14 вересня 1945 року на теренах сіл Шоломиничі, Дубаневичі, Коропуж, Хишевичі, Градівка діяла боївка, в складі 15-ти бійців, під проводом Гусака Михайла Григоровича ― «Гука». Станом на 25 вересня 1945 у її складі було ще 15 повстанців, а на 25 листопада і 29 грудня 1945 їх уже 11. На 9 грудня 1945 кущ «Гука» об'єднував дві боївки — «Макогона» і «Сахара» — 20 повстанців.
В 1949 р. боївка ОУН(р) зліквідувала голову сільської ради Шоломинич Голіяна Василя Михайловича (1915 р.н.), його вбили у хаті сестри дружини.
З теренових вістей ВО «БУГ» УПА–Захід за 1943–1952 рр.:
21 січня 1945 р. ― боївка ОУН, між Шоломиничами та Градівкою знищила райуповнаркомзаг, члена ВКП(б) Вішнякова;
22–23 травня 1945 р. ― загони НКВС, в числі приблизно 1000 чоловік, проводили облаву в Шоломиничах, Путятичах, Добрянах, Годвишні та Коропужі, охоплюючи села, ліса та поля. Успіхів не мали жодних;
22 червня 1947 р. ― на криївку, розміщену в домі Баран Параскевії, було здійснено облаву оперативно-військовою групою РО МДБ (до складу якої входили підрозділ 62 СД ВВ МДБ та стрибки), пораненим був захоплений Скобельський Григорій ― «Чорний». Повстанці Іван Дмитришин — «Максим», «Журавель», Андрушин Андрій — «Рудий» і Гасюк Антон — «Тополя» та господарка конспіративної хати Баран Парасковія ― загинули. Зі сторони ворогів був убитий рядовий 62 СД ВВ МДБ Тіхонов Олександр Миколайович;
Під час облави НКВС біля села в 1945 році загинули два повстанці родом із села Путятичі Мошот Юрій (1922 р.н.) і Єлечко Петро (1923 р.н.). Їх поховали на сільському кладовищі.
22 червня 1947 року знову під час облави і кількагодинного бою загинуло ще троє повстанців родом з села Добряни, а саме: Андрушин Андрій Іванович — «Бурий» (1921 р.н., стрілець ОУН–УПА, член районного проводу), Гасюк Антон Іванович (1921 р.н., стрілець ОУН–УПА, член районного проводу), Дмитришин Іван Степанович (1921 р.н., стрілець ОУН–УПА, входив до складу районного проводу). Їхні тіла забрали в район, що далі невідомо. 
Звичайним явищем тих часів були арешти, допити під тортурами і виселення в Сибір сімей, які мали хоч якесь відношення до УПА. В Рудках, де зараз є міська поліклініка, раніше знаходився районний відділ НКВС, який був справжньою катівнею.

## ЦеркваРіздва Пресвятої БогородиціУГКЦ(1884р.)
Перша письмова згадка про місцевий храм датується 1515 роком.

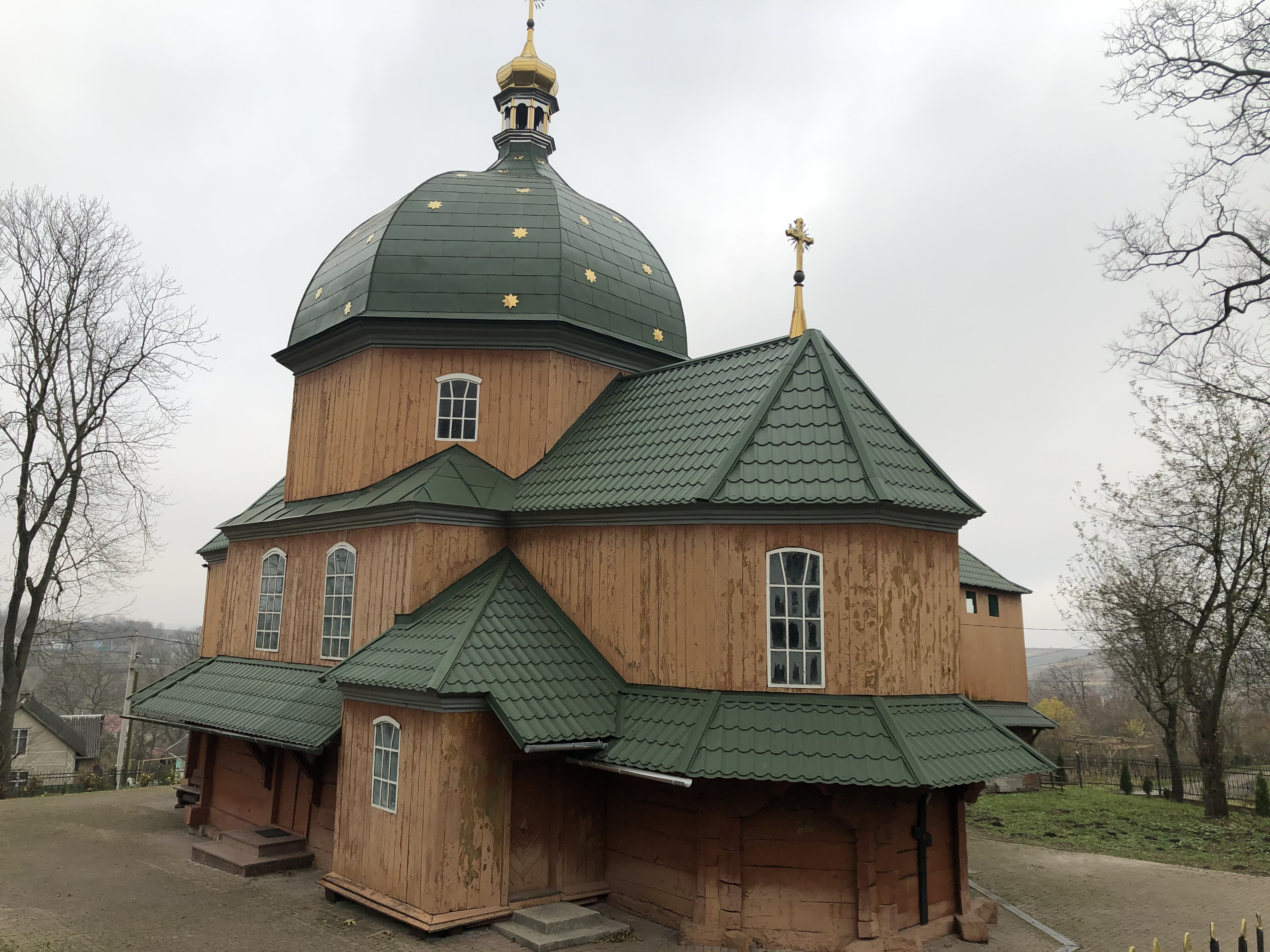
Церква Різдва Пресвятої Богородиці УГКЦ (1884 р.) села Шоломиничі. Фото 2020 року.

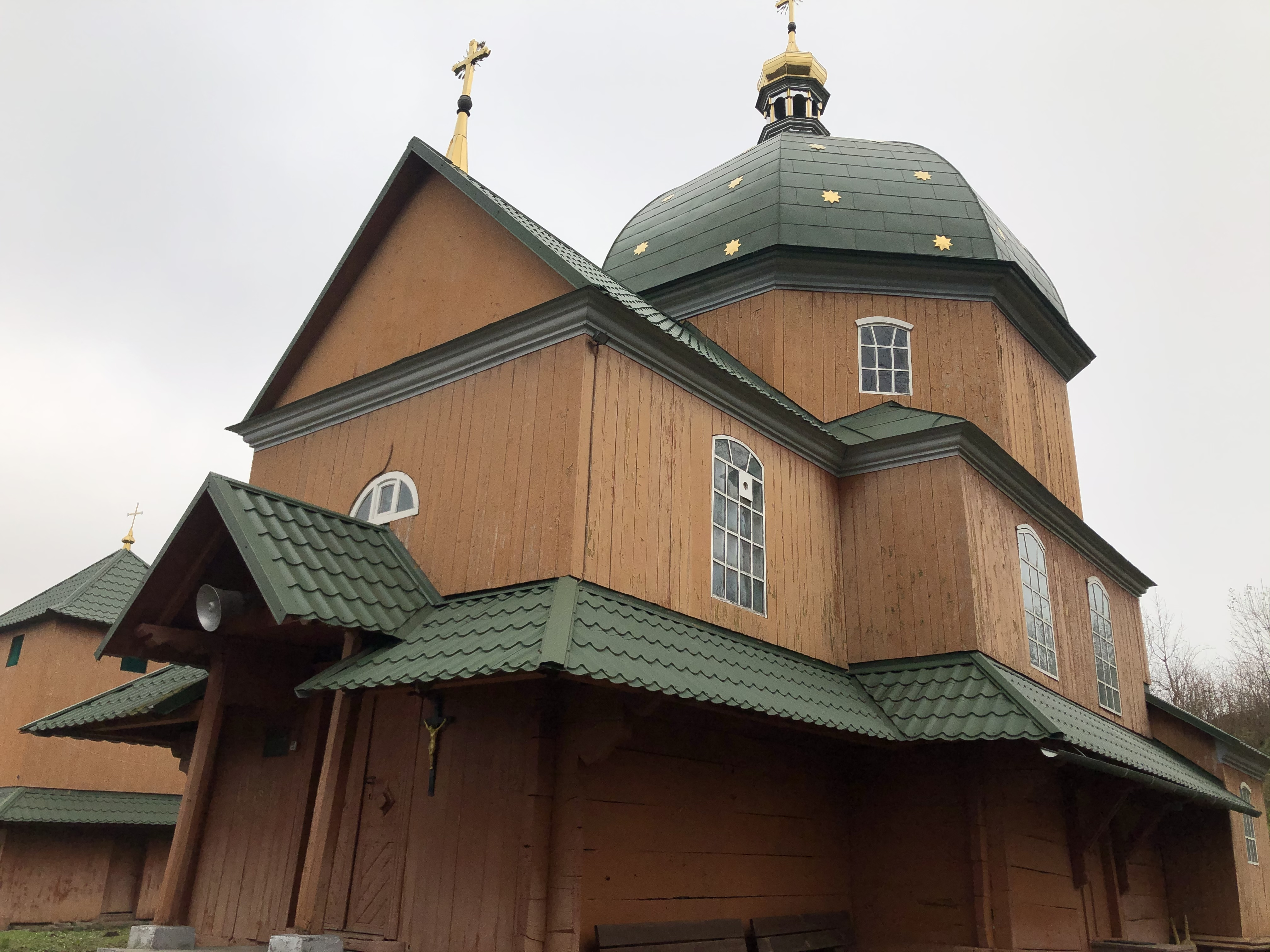
Церква Різдва Пресвятої Богородиці УГКЦ (1884 р.) села Шоломиничі. Центральний вхід. Фото 2020 року.

Попередниця теперішньої церкви була збудована з дерева у 1743 році і освячена 1816 року Митрополитом Галицьким Михайлом Левицьким.
У 1879 році почалося будівництво існуючої дерев'яної церкви стараннями о. Комарницького, завершене стараннями о. Теодора Савули і війта Грицька Кравця. Образи для святині малював Теофіль Копистинський, позолотні роботи виконав П. Світенький з Городка. Церква була освячена 6 вересня 1884 року. Патроном церкви була Марія Яблуновська графиня Фредро.
Будівля тризрубна, оточена піддашшям, до гранчастого вівтаря прибудовані ризниці. Головний вхід організований у вигляді портика на дерев'яних стовпах, який накритий високим двосхилим дашком. Інший вхід розташований у південній стіні. Її восьмерик завершений шоломовою банею з ліхтарем і маківкою. На північ від церкви стоїть дерев'яна двоярусна стовпова дзвіниця накрита пірамідальним верхом.
За Перемишльським єпархіальним шематизмом з 1856 р. парафія Шоломиничі з дочірним селом Годвишня була в складі Комарнянського деканату. Адміністратором парафії був Михайло Насальський. В 1879 р. село Шоломиничі мало 761 греко-католицького населення, дочірнє село Годвишня з дерев'яною церквою Вознесіння Господа Нашого Ісуса Христа, збудованою в 1886 році, з населенням 358 греко-католиків, інших віросповідань не зареєстровано. За австрійських часів, на переломі ХІХ–ХХ стт., довгі роки парохом Шоломинич був о. Гервасій Царевич.
На 1906 рік парохом села був о. Петро Гуль, а патроном церкви барон Бруніцький.
| Роки           | Ім'я                                    |
| -------------- | --------------------------------------- |
| ? – 10.09.1790 | о. Іван Літинський (1700 – † 10.09.1790 |
| 1790–1805      | о. Петро Василькевич                    |
| 1805 – ?       | о. Василь Лесіцький                     |
|                | о. Гервасій Царевич                     |
|                | о. Петро Гуль                           |
| 1956–1977      | о. Михайло Греділь                      |

## Освіта та культура
Діє Шоломинецький ЗЗСО І-ІІ ст., бібліотека (філія Городоцької ЦБС), Народний дім.

## Економіка
В селі розміщена приватна агрофірма «Шоломиничі», ТзОВ «Земля Галичини», які займаються вирощуванням зернових культур та ТзОВ «Екогаличпродукт», спеціалізоване на вирощуванні ягід (здебільшого лохини), горіхів, інших плодових дерев і чагарників.

## Відомі люди
В селі народилися:
- Гурин Степан Григорович (1916 — вересень 1944, Шоломиничі) — заступник командира Шоломиничівської боївки ОУН(р), член ОУН(р), загинув в бою від рук НКВС;
- Глух Григорій Трофимович (1925 ― вересень 1944, Шоломиничі) ― керівник Шоломиничівської боївки ОУН(р), випускник старшинського курсу ОУН(р), загинув в бою від рук НКВС;
- Щепітка Микола Степанович (1 серпня 1925 — 1 січня 2016, Жвирка) — член Шоломиничівської боївки ОУН (б), учасник декількох збройних нападів на співробітників НКВС в Рудківському районі, політичний в'язень, кавалер ордена «За мужність» ІІІ ст.;
- Тиравський Іван Іванович (нар. 20 листопада 1948)— співак (баритон), заслужений артист України, учасник капели бандуристів «Карпати».
- Білас Іван Григорович (нар. 9 травня 1953) — український політик, доктор юридичних наук, доктор історичних наук, майстер спорту з вищого пілотажу, льотчик-спортсмен 1 класу, кавалер ордена «За мужність» І ст.;